# Liphistius lannaianus
Liphistius lannaianus är en spindelart som beskrevs av Peter J. Schwendinger 1990. Liphistius lannaianus ingår i släktet Liphistius och familjen ledspindlar.
Artens utbredningsområde är Thailand. Inga underarter finns listade i Catalogue of Life.